# Nadhira Mohamed
Nadhira Mohamed (Tinduf, Argelia; 1989) es una activista y actriz saharaui.

## Primeros años
Nació en un campo de refugiados en Tinduf. En 2002, se mudó a Las Palmas de Gran Canaria (España) después de estar viviendo desde 1992 en Esmara (Sahara Occidental). Es hija del cofundador del Frente Polisario, el diplomático de la RASD Luchaa Mohamed Lamin.

## Carrera
Nadhira debutó como actriz en la película española Wilaya, cuyas escenas se rodaron en los campamentos de refugiados saharauis. En 2011, ganó el premio como mejor actriz en el Festival de Cine de Abu Dabi, por su actuación en el papel protagonista en Wilaya. La representación marroquí abandonó la sala en señal de protesta cuando fue anunciada como ganadora, debido al conflicto en curso en el Sáhara Occidental. En 2013, fue candidata a los Premio Goya a la mejor actriz revelación.